# 2-я Магистральная улица (Москва)
Втора́я Магистра́льная у́лица (с 1950 года до 23 мая 1952 года — Второ́й Магистра́льный прое́зд) — улица в Москве на границе Хорошёвского района Северного административного округа и Пресненского района Центрального административного округа.

## История
Улица получила современное название 23 мая 1952 года, до этого называлась Второ́й Магистра́льный прое́зд. Оба названия были даны как части системы транспортных магистралей между многочисленными промышленными предприятиями, сосредоточенными на стыке Хорошёвского и Пресненского районов.

## Расположение
2-я Магистральная улица проходит от 1-й Магистральной улицы под эстакадой Звенигородского шоссе на юг, с запада к ней примыкает 1-й Магистральный тупик, улица проходит далее на юг параллельно путям служебной соединительной ветви Смоленского направления и Малого кольца Московской железной дороги, поворачивает на юго-запад и проходит до 3-й Магистральной улицы и Южного моста над путями Малого кольца Московской железной дороги, который соединяет её с Шелепихинским шоссе. По 2-й Магистральной улице проходит граница Хорошёвского района Северного административного округа и Пресненского района Центрального административного округа. Нумерация домов начинается от 1-й Магистральной улицы.

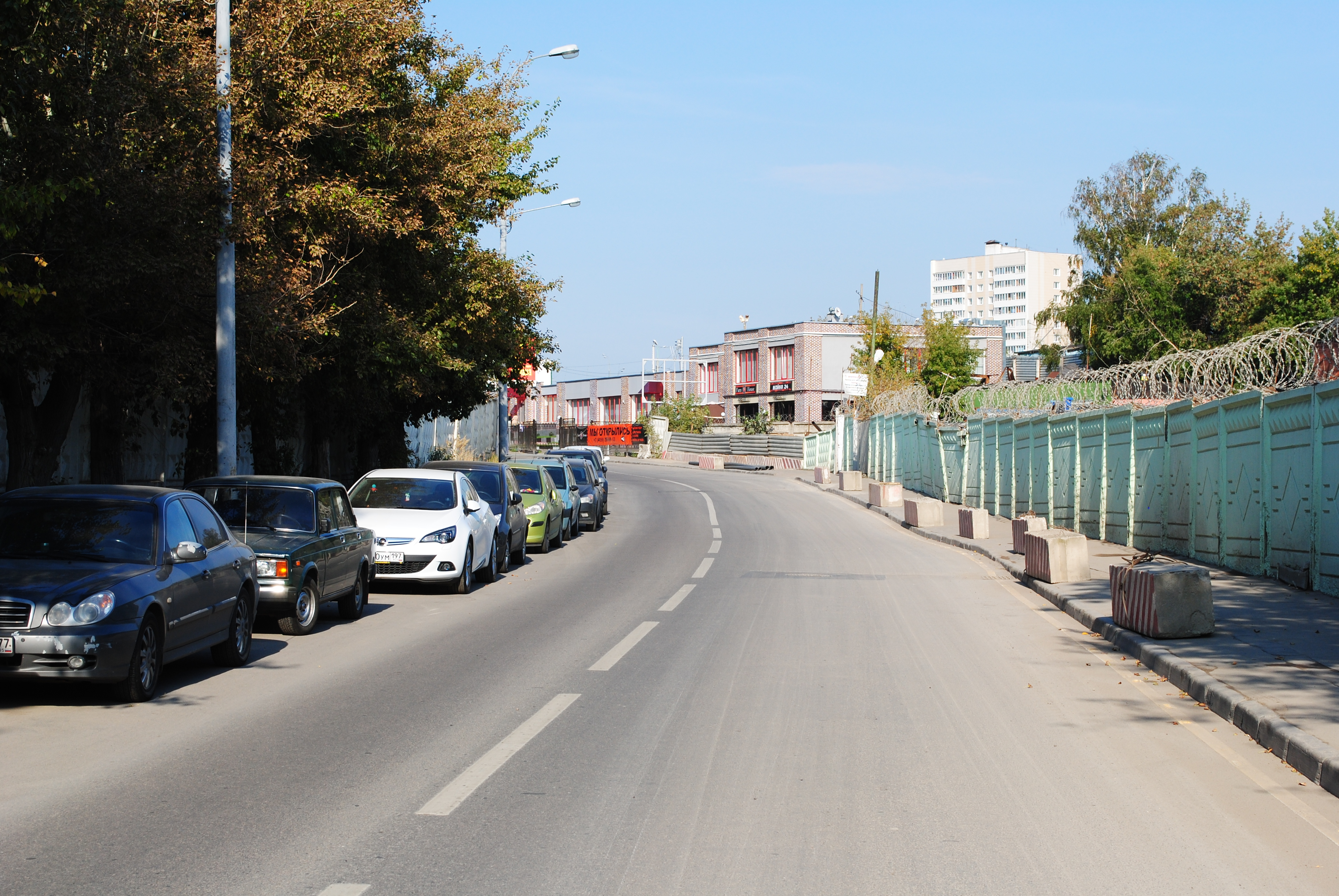
Участок 2-й Магистральной улицы.
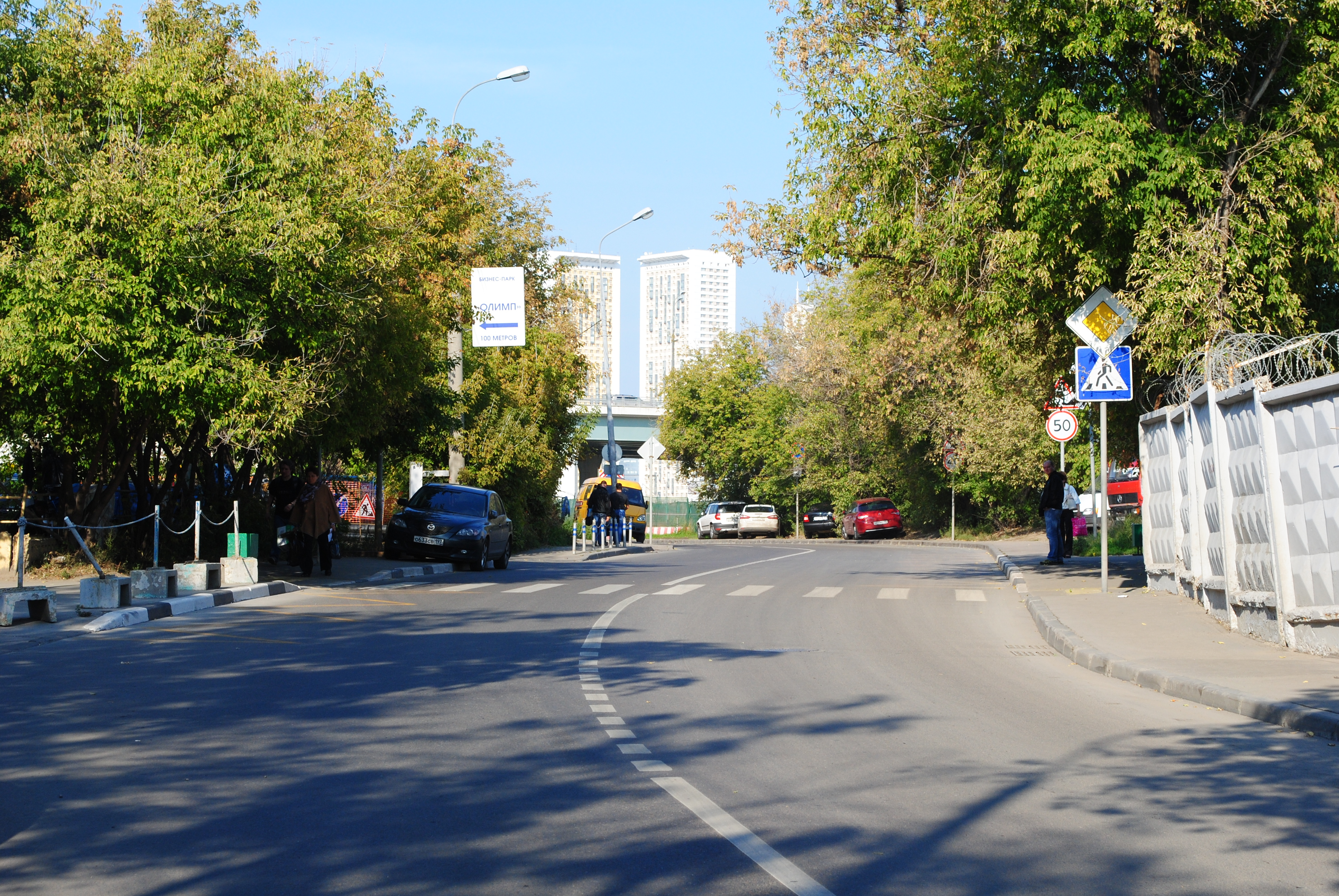
Участок 2-й Магистральной улицы у автобусной остановки «2-я Магистральная улица».
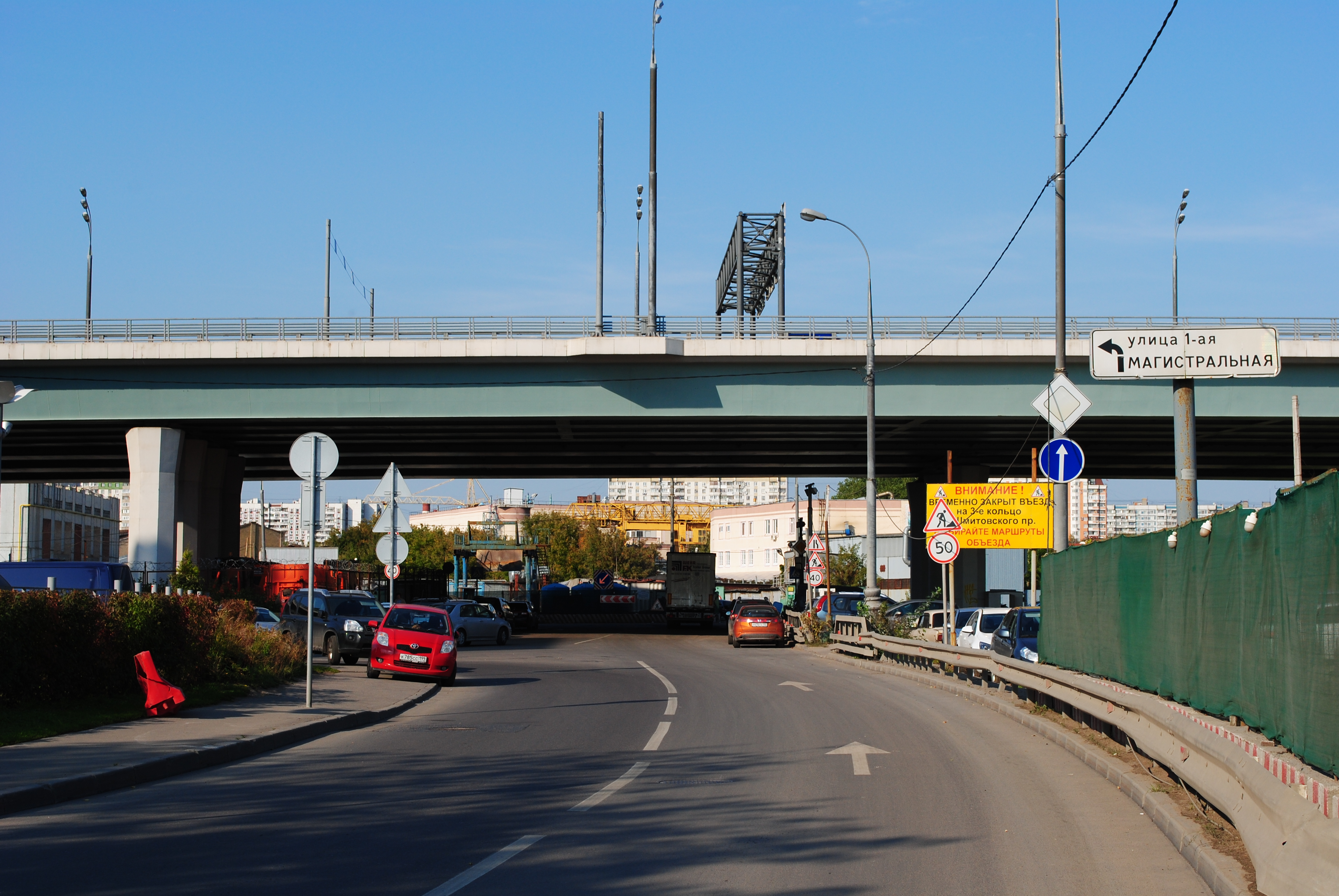
2-я Магистральная улица (вид в сторону 1-го Магистрального тупика, Звенигородской эстакады и 1-й Магистральной улицы).

## Примечательные здания и сооружения
По нечётной стороне:
- Д. 9А – «Lemans Karting»;
- д. 3 — ЗАО «Термобетон»;
- вл. 5а — ТЭС «Международная»;

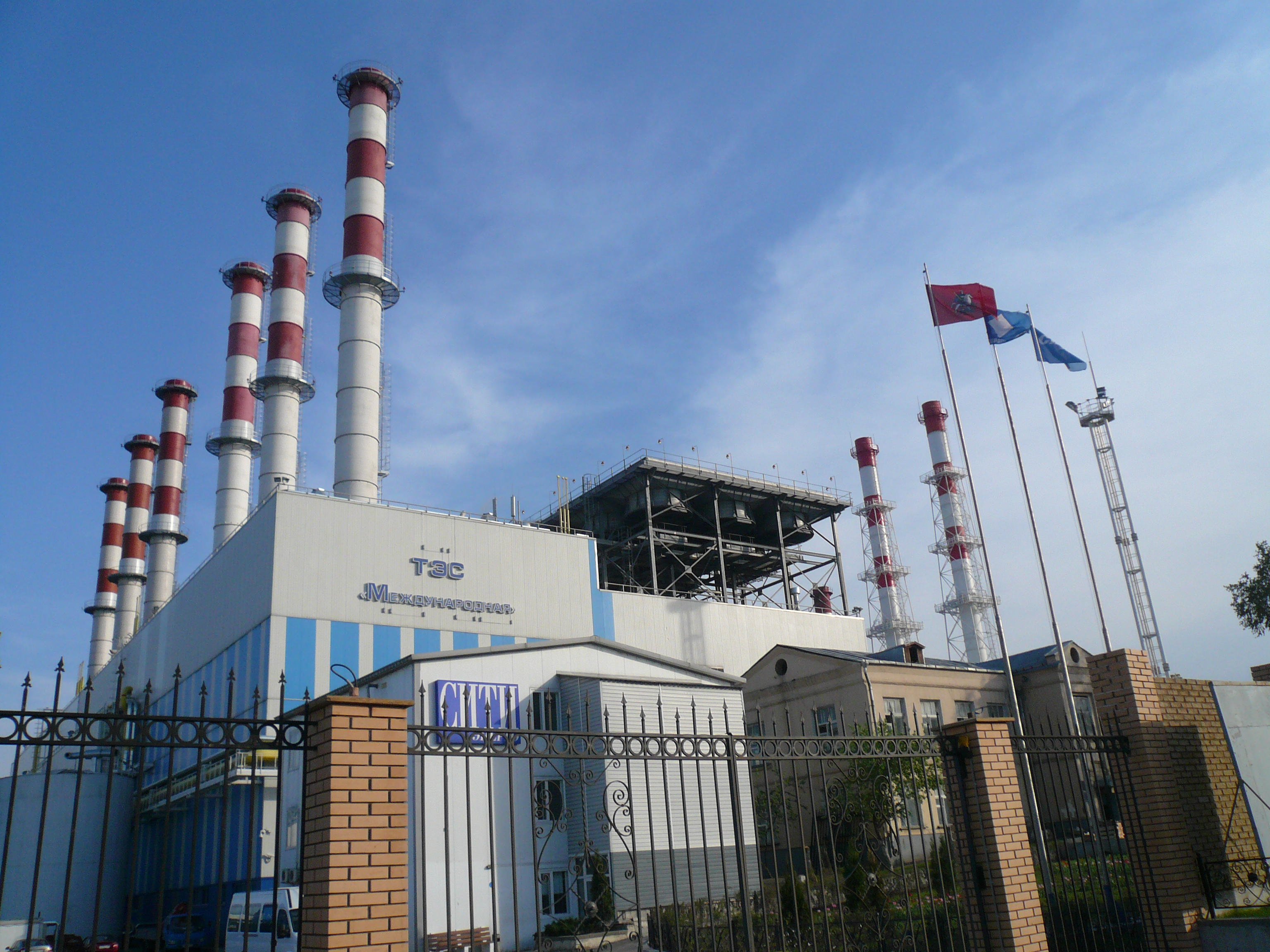
ТЭС «Международная».

- д. 7 — районная тепловая станция «Красная Пресня».

По чётной стороне:
- д. 8а — торговый дом «Стройдормаш»;
- д. 18 — автосалон «Муса Моторс»;
- д. 22 — электроподстанция «Сити-2».

## Транспорт

### Автобус
- 27, 294: от 1-го Магистрального тупика до 3-й Магистральной улицы и от 3-й Магистральной улицы до 1-й Магистральной улицы.

### Метро
- Станции метро и МЦК  Шелепиха — в 600 метрах к югу от западного конца улицы.